# Walter Correa
Jorge Walter Correa (Moreno, 30 de octubre de 1965) es un sindicalista y político argentino del Partido Justicialista, que se desempeñó como diputado nacional por la provincia de Buenos Aires entre 2017 y 2021. Es secretario general del Sindicato de Obreros Curtidores de la República Argentina (en uso de licencia), y actualmente ocupa el cargo de Ministro de Trabajo de la Provincia de Buenos Aires

## Biografía
Nació en 1965 en Moreno (Buenos Aires) y posee un título en perito mercantil.
Fue elegido secretario general del Sindicato de Obreros Curtidores de la República Argentina (SOCRA) en 2012 y reelegido en 2016. Antes, fue secretario general de la seccional de SOCRA en la provincia de Buenos Aires.
En 2013, fue elegido concejal del partido de Moreno en la lista del Frente para la Victoria. En las elecciones legislativas de 2017, fue elegido diputado nacional por la provincia de Buenos Aires, siendo el décimo candidato en la lista de la Unidad Ciudadana.
Es secretario de las comisiones de Defensa Nacional y de Pequeñas y Medianas Empresas, siendo también vocal en las comisiones de Asuntos Cooperativos, Mutuales y de Organizaciones No Gubernamentales; de Industria; y de Legislación del Trabajo. Votó a favor de los dos proyectos de ley de Interrupción Voluntaria del Embarazo que fueron debatidos por el Congreso argentino en 2018 y 2020. También ha promovido legislación para reformar el sistema de pensiones de los trabajadores del cuero y regular el teletrabajo a distancia.
Antes de las elecciones primarias de 2021, fue confirmado como uno de los precandidatos a la reelección en la lista del Frente de Todos en la provincia de Buenos Aires.